# Associação Internacional de Surfe
A Associação Internacional de Surf (oficialmente e em inglês International Surfing Association, ISA) é a máxima autoridade do surf a nível mundial.

## Antecedente (ISF)
Fundada como International Surfing Federation, a ISF foi a primeira organização internacional regidora do surf. Foi criada em 1964 aquando da celebração dos primeiros campeonatos do mundo, que tiveram lugar em Sydney, na Austrália.
Esta entidade propôs-se reunir a todas as nações do surf profissional, para tratar de impulsionar e profissionalizar o surf no planeta. Desde 1964 a ISF organizou campeonatos mundiais anuais, até que no ano 1976 foi renomeada à actual International Surfing Association.

## Entidade atual (ISA)
Constituiu-se nos campeonatos do mundo no Havaí, em 1976, como relevo de sua "irmã menor", a ISF. Encarrega-se de velar pelo cumprimento do regulamento do surf e do bodyboard nos países associados a esta organização.
Com base em Jolla, Califórnia, a ISA é membro do COI (Comité Olímpico Internacional), quem em 1995 outorgou-lhe um período de dois anos como prova para ser a máxima responsável pelo surf internacional. Em 1997, o COI aprovou dito período e ratificou a ISA como o principal organismo dirigente deste desporto.

### Membros
A seguinte lista contêm os membros da ISA:
| País                   | Nome do membro                                                         |
| ---------------------- | ---------------------------------------------------------------------- |
| Afeganistão            | Associação de surfistas do Afeganistão                                 |
| Argélia                | Djazair Surf Club (Secção de Surf)                                     |
| Argentina              | Associação de Surf Argentina (ASA)                                     |
| Aruba                  | Associação de Surf de Aruba (ARUSURF)                                  |
| Austrália              | Surfing Australia                                                      |
| Áustria                | Austrian Surfing - Österreichischer Wellenreitverband                  |
| Bahamas                | Associação de Surf Bahamas (BASA)                                      |
| Barbados               | Associação de Surf de Barbados                                         |
| Bélgica                | Federação de Surf Belga                                                |
| Brasil                 | Confederação Brasileira de Surf, CBSurf                                |
| Bulgária               | Bulgarian Extreme Water Sports Association                             |
| Canadá                 | Associação de Surf Canadiana                                           |
| Cabo Verde             | Skibo Surf Club                                                        |
| Chile                  | Associação de Surf Chilena                                             |
| China                  | Surfing China                                                          |
| Taipé Chinesa          | Associação de Surf Chinesa Taipei                                      |
| Colômbia               | Associação de Surf Colombiana (ACS)                                    |
| Costa Rica             | Federação de Surf de Costa Rica                                        |
| Chéquia                | Ceska Federace Stand Up Paddle (CFSUP)                                 |
| Dinamarca              | North Atlantic Surfing Association (NASA)                              |
| República Dominicana   | Federação Dominicana de Surf (FEDOSURF)Dubai Surfing Association       |
| Equador                | Federação Equatoriana de Surf                                          |
| El Salvador            | Federação Salvadorena de Surf                                          |
| Fiji                   | Associação de Surf de Fiji                                             |
| França                 | Federação Francesa de Surf                                             |
| Gâmbia                 | Gambia Swimming and Water Sports Association                           |
| Alemanha               | Deutscher Wellenreit Verband (DWV)                                     |
| Gana                   | Associação de Surf do Ghana                                            |
| Reino Unido            | Surfing Great Britain                                                  |
| Grécia                 | Associação de Surf Grega                                               |
| Guam                   | Guahan Napu Inc. (Guam Surf & Bodyboard Association)                   |
| Guatemala              | Associação de Surf da Guatemala (ASOSURF)                              |
| Hawaii                 | Associação de Surf Amadora do Havai (HASA)                             |
| Países Baixos          | Associação de Surf dos Países Baixos                                   |
| Hong Kong              | Hong Kong Stand Up Paddle Board Association (HKSUPBA)                  |
| Hungria                | Associação de Surf Hungara                                             |
| Índia                  | Federação de Surf da Índia                                             |
| Indonésia              | Associação de Surf Indonésia                                           |
| Irlanda                | Associação de Surf Irlandesa                                           |
| Israel                 | Associação de Surf Israelita                                           |
| Itália                 | Federação de Surf Italiana (FISURF)                                    |
| Costa do Marfim        | Associação de Surf da Costa do Marfim                                  |
| Jamaica                | Associação de Surf Jamaicana                                           |
| Japão                  | Associação de Surf Japonesa                                            |
| Kiribati               | Associação de Surf do Kiribati                                         |
| Coreia do Sul          | Associação de Surf Koreana                                             |
| Letônia                | Latvian Stand Up Paddle Association                                    |
| Líbano                 | Lebanon Surf & Sport                                                   |
| Libéria                | Federação de Surf da Libéria                                           |
| Madagáscar             | Madagascar Yachting, Rowing, Canoeing, and Surfing Squadron Federation |
| Malásia                | Associação de Surf da Malásia                                          |
| Maldivas               | Associação de Surf das Maldivas                                        |
| México                 | Federação Mexicana de Surfing, A.C.                                    |
| Marrocos               | Federação Real Marroquina de Surf e Bodyboard (FRMSB)                  |
| Namíbia                | Associação de Surf Namibiana                                           |
| Nova Zelândia          | Surfing New Zealand Inc.                                               |
| Nicarágua              | Associação de Surf Nicaraguense                                        |
| Nigéria                | Associação de Surf Nigeriana                                           |
| Panamá                 | Associação de Surf Panamena                                            |
| Papua-Nova Guiné       | Associação de Surf da Papua Nova Guiné                                 |
| Peru                   | Federação Peruana de Prancha                                           |
| Filipinas              | Associação de Surf da Republica da Filipinas                           |
| Polónia                | Polskie Stowarzyszenie Surfingu                                        |
| Portugal               | Federação Portuguesa de Surf                                           |
| Porto Rico             | Federação de Surf do Porto Rico                                        |
| Rússia                 | Federação de Surf Russa                                                |
| São Tomé e Príncipe    | Federaçãio de Canoagem e Surf de São Tomé                              |
| Senegal                | Federação de Surf Senegalense                                          |
| Singapura              | Associação de Surf Singaporense                                        |
| Eslováquia             | Associação de Surf da Eslováquia                                       |
| Eslovênia              | Surf Zveza Slovenije                                                   |
| Somália                | Associação de Surf da Somalia                                          |
| África do Sul          | Surfing South Africa                                                   |
| Espanha                | Federação Espanhola de Surf                                            |
| Suécia                 | Associação de Surf Sueca                                               |
| Suíça                  | Associação de Surf Suíça                                               |
| Polinésia Francesa     | Associação de Surf Tahitiana                                           |
| Tailândia              | Surfing Thailand                                                       |
| Trinidad e Tobago      | Associação de Surf de Trinidade e Tobago                               |
| Turquia                | Turkish American Sports Club                                           |
| Emirados Árabes Unidos | Associação de Surf do Dubai                                            |
| Estados Unidos         | Surfing America                                                        |
| Uruguai                | União de Surf do Uruguai (USU)                                         |
| Vanuatu                | Associação de Surf do Vanuatu                                          |
| Venezuela              | Federação Venezuelana de Surf                                          |
| Wales                  | Federação de Surf do País de Gales                                     |

### Organizações filiadas[3]
- Association of Surfing Professionals (ASP) (Associação de Surfistas Profissionais)
- Christian Surfers International (CSI) (Surfistas Cristãos Internacionais).
- ALAS LATIN TOUR
- Federação Europeia de Surf
- Pan-American Surf Association (PASA) (Associação Panamericana de Surf, APAS).
- Associação de atletas Stand Up Paddle

### Membros honorários vitalícios[3]
- Alan Atkins, Austrália
- Eduardo Arena, Peru
- Jacques Hele, França
- Reginald Prytherch, Reino Unido
- Rod Brooks, Austrália
- Tim Millward, África do Sul